# القبطية البحيرية
البحيرية هي لهجة من اللغة القبطية، وهي المرحلة الأخيرة من اللغة المصرية . يعود تاريخ اللغة البحيرية إلى القرن الثامن الميلادي، وكانت اللغة الليتورجية الرئيسية للكنيسة القبطية الأرثوذكسية منذ القرن الحادي عشر. 

## المصطلحات
اسم البحيرى مشتق من اسم المكان العربي في محافظة البحيرة. من المعتقد عمومًا أن الشكل المكتوب نشأ في غرب دلتا النيل. مثل الأشكال الأخرى للغة القبطية، عادة ما يتم وصف اللغة البحيرية بأنها لهجة. هناك فرضية بديلة يدعمها بعض العلماء وهي أن الأشكال المختلفة للغة القبطية لا تمثل تنوعًا في الكلام بل تقاليد إملائية مختلفة، ولغات مختلفة تمامًا.

## التاريخ
أقدم شهادة على وجود اللغة البحيرية كانت في القرن الرابع، ولكن معظم النصوص تعود إلى القرن التاسع وما بعده. بعد الفتح الإسلامي لمصر، بدأ السكان بالتخلي عن اللغة القبطية  أمام اللغة العربية. يضع العديد من العلماء تواريخ مختلفة لزوال اللغة القبطية المنطوقة، تتراوح من القرن الحادي عشر إلى القرن الرابع عشر. ومع ذلك، فقد ظل استخدام الكلمة البحيرية ثابتًا في الطقوس الدينية حتى الوقت الحاضر في الكنيسة القبطية الأرثوذكسية.
قبل القرن العاشر، كان الخط الصعيدي هو الشكل القبطي ذو التأثير الإقليمي الفائق؛ ومع ذلك، بحلول القرن الحادي عشر، أصبح الخط البحيري الشكل المكتوب السائد للقبطية في جميع أنحاء مصر التي يحكمها الفاطميون.
في عام 1858، أجرت الكنيسة القبطية الأرثوذكسية إصلاحًا في النطق [الإنجليزية] تحت قيادة عريان جرجس مفتاح، وهو عالم قبطي يدعمه البابا كيرلس الرابع بطريرك الإسكندرية. يُطلق على هذا النطق المُصلح أحيانًا اسم "اليوناني البحيري".

## الروابط الخارجية
القاموس القبطي البحيري: http://www.stshenouda.org/language/bohairic-coptic-dictionary
كتاب البحيرية: https://theswissbay.ch/pdf/Books/Linguistics/Mega%20linguistics%20pack/Afro-Asiatic/Egyptian/Coptic%2C%20So%20you%20want%20to%20learn%20-%20A%20guide%20to%20Bohairic%20Grammar%20%28Younan%29.pdf